# Geolyna Dowdye
Geolyna Dowdye (* 23. Juni 2006) ist eine Leichtathletin aus Antigua und Barbuda, die sich auf den Sprint spezialisiert hat.

## Sportliche Laufbahn
Erste Erfahrungen bei internationalen Meisterschaften sammelte Geolyna Dowdye bei den CARIFTA Games 2022 in Kingston, bei denen sie in 12,29 s den achten Platz im 100-Meter-Lauf in der U17-Altersklasse belegte und über 200 Meter mit 26,02 s im Halbfinale ausschied. Im Jahr darauf belegte sie bei den CARIFTA Games in Nassau in 11,88 s den vierten Platz über 100 Meter in der U20-Altersklasse und gelangte auch mit der antiguanischen 4-mal-100-Meter-Staffel mit 46,40 s auf Rang vier. Zudem wurde sie in 24,73 s Fünfte im 200-Meter-Lauf. Anschließend belegte sie bei den U18-NACAC-Meisterschaften in San José in 11,59 s den vierten Platz über 100 Meter und in 24,25 s auch über 200 Meter. Daraufhin wurde sie bei den Commonwealth Youth Games in Port of Spain in 11,66 s Vierte über 100 Meter. Bei den CARIFTA Games 2024 in St. George’s in 11,64 s die Bronzemedaille über 100 Meter und kam über 200 Meter mit 24,32 s nicht über den Vorlauf hinaus. Zudem belegte sie dort mit der Mixed-Staffel über 4-mal 400 Meter in 3:42,18 min den siebten Platz. Im Jahr darauf gewann sie bei den CARIFTA Games in Port of Spain in 11,43 s die Silbermedaille über 100 Meter.
2024 wurde Dowdye antiguanische Meisterin im 200-Meter-Lauf.

## Persönliche Bestzeiten
- 100 Meter: 11,43 s (+0,3 m/s), 19. April 2025 in Port of Spain
- 200 Meter: 23,41 s (+1,0 m/s), 30. Juni 2024 in Saint John’s